# Ductal
Ductal est une marque déposée par les groupes français Bouygues, Rhodia et Lafarge relative à un béton fibré à ultra-hautes performances. Développée en commun par les trois entreprises et couverte par des brevets communs, cette technologie possède des propriétés particulières en matière de résistance mécanique (compression et flexion) mais aussi de résistance aux agressions physiques et chimiques.

## Description
Ce matériau permet, à résistance égale, de construire des structures plus légères ou plus fines qu'avec les bétons traditionnels. Il est malléable, peut se couler dans un moule, se colorer et a un toucher doux. 
Il a été utilisé sous la direction des architectes Rudy Ricciotti (Passerelle de la Paix, à Séoul ; toiture de la Villa Navarra ; Musée des civilisations de l'Europe et de la Méditerranée à Marseille), Frank Gehry (Fondation Louis-Vuitton), Jean Nouvel (Musée national du Qatar) ou encore Rem Koolhaas (Lafayette Anticipations - Fondation d'entreprise Galeries Lafayette).
Le mobilier de la Place des Nations à Genève utilise ce matériau (abribus, stèles et banc).
Par sa finesse, le Ductal peut être utilisé également pour des éléments à fonction utilitaire ou décorative comme pour les résilles du Mucem, ou du mobilier intérieur ou extérieur.
L'aspect innovant dans un milieu globalement conservateur, ainsi que son prix plus élevé que le ciment normal fait que ce produit peine encore à prendre sa place malgré ses qualités, y compris du côté environnemental (moindre consommation, moindre impact visuel).